# Mystax
Mystax é um género botânico pertencente à família das orquídeas (Orchidaceae).